# SOS大東京探検隊
『SOS大東京探検隊』（エスオーエスだいとうきょうたんけんたい）は、大友克洋による日本の短編漫画およびそれを表題作とする漫画短編集。
短編漫画は1980年に「SOS! 大東京探検隊」のタイトルで『マンガ少年』（朝日ソノラマ）に読み切りとして掲載され、それを収録した同題の短編集は1996年に講談社KCデラックスより発売された。
収録作の大半は『童夢』の合間に作ったもので、SF系の作家と見られがちであることに対する不満からバラエティに富んだ作品となっている。
表題作は2007年に『新SOS大東京探検隊』のタイトルで続編となるアニメ映画が制作された。また「火之要鎮」は、1995年のオムニバスアニメ映画『SHORT PEACE』の1編としてアニメ化された。

## 収録作品
SOS大東京探検隊（SOS! TOKYO METRO EXPLORERS）
マンガ少年（朝日ソノラマ）1980年4月号掲載。
少年誌に頼まれ、少年物をやろうと考えた話。4人の子供たちが探検隊を結成し、マンホールに降りて冒険を繰り広げる。後にアニメ化もされた。
RUN
GORO（小学館）1979年6月28日号掲載。
青春挫折物。主人公が頭を剃るのは映画『タクシードライバー』から。後半に出てくる刑事は、後に『童夢』にも登場した。
SPEED
JUST COMIC（光文社）1982年1月号掲載。
田舎の嫌いな部分を描いた話。
猫はよく朝方に帰ってくる（CATS HEAD HOME AT DAWN）
ヤングコミック（少年画報社）1981年9月9日号掲載。
探偵物。主人公は青池保子の『エロイカより愛をこめて』のパロディ。
危ない! 生徒会長（HIGH SCHOOL DAZE）
コミックアゲイン（みのり書房）1979年11月号掲載。
少女漫画の依頼を受け、少女漫画誌を買い込んでその文法や技法を研究して描いた作品。少女誌に持ち込んで自身は原作で少女漫画家に絵を描いてもらい、続きを作ろうと思っていた。
訪問者（VISITORS）
SFアドベンチャー（徳間書店）1984年6月号掲載。
『童夢』でSF大賞受賞後に依頼を受けて描いた話。
サン・バーグズヒルの想い出（THE OLD-TIMER OF SUN BURGS HILL）
漫金超（プレイガイドジャーナル）1980年SPRING掲載。
西部劇。映画独特のカット割りを漫画でやってみた作品。ペキンパーの影響が強く出ている。
大友克洋の栄養満点!（HIGHLY NUTRITIOUS!）
rockin'on（ロッキング・オン）1979年4月号&1980年4月号掲載。
ヨーロッパのコミックや絵本の影響を受けて来た大友の趣味が出ている作品。「ヘンゼルとグレーテル」の後、西洋っぽい絵を描きたいと思い、メビウス風を狙って描いた1作目の作品。しかし、あまりにメビウスそのものだったので、途中で昔の外国の童話をパロディにする方向に転じた。
マドロスくん（MR.MATROOS）
バラエティ（角川書店）1982年2月号掲載。
アシスタントの白山宣之や高寺彰彦らと酒を飲んでいた時に「漫画A」という架空のタイトルの漫画誌を考え、そこで発表しようと話していた作品。
とことんそれまでくん（IT COULD BE WORSE!）
アニメージュ（徳間書店）1987年10月号付録・4コマ漫画大行進'87掲載。
映画『AKIRA』制作中にスタジオで描いた作品。
日常の中の物語（TALES FROM EVERYDAY LIFE）
アニメージュ（徳間書店）1987年10月号付録・4コマ漫画大行進'87掲載。
映画『AKIRA』制作中にスタジオで描いた作品。
饅頭こわい（MANJYU DREAD）
バラエティ（角川書店）1982年11月号掲載。
上を向いて歩こう（SUKIYAKI）
ヤングマガジン（講談社）1985年2月18日号掲載。
古い漫画のパロディ。様式や技法も昔の漫画風のものにしている。
火之要鎮（NIGHT FLAMES）
COMIC CUE（イースト・プレス）1995年Vol. 1掲載。
かねてからきちんとやりたいと思っていた江戸物に初挑戦した作品。資料を集めてテレビの時代劇ではなく、本当の江戸時代の風俗を描こうとした。

## 書誌情報
- 『OTOMO KATSUHIRO ANTHOLOGY ② SOS大東京探検隊』（講談社 KCデラックス、1996年2月3日発行）ISBN 978-4-06-319658-0

## アニメ映画
『新SOS大東京探検隊』（しんえすおーえすだいとうきょうたんけんたい）は、日本の3DCGアニメ映画。大友克洋の短編漫画「SOS大東京探検隊」を原作に、舞台を2006年の夏休みに置き換え、発表当時は描かれなかったアイデアを盛り込んで大胆にアレンジした続編として制作された。

### 登場人物
尾崎 竜平（おざき りゅうへい）
声 - 小林沙苗
町田市に住む小学6年生。明るい性格で行動力もあるが、難しいことや面倒くさいことは嫌い。
サスケ/尾崎 聡（おざき さとし）
声 - 矢島晶子
竜平の弟。叔父の名をもらってサスケという愛称で呼ばれている。お調子者で泣き虫で甘えん坊。
桜木 俊（さくらぎ しゅん）
声 - 相田さやか
埼玉に住む小学6年生。4年生の時、広尾で義雄と同級生だった。クールですかした性格。メカに詳しい。
大木戸 義雄（おおきど よしお）
声 - 梅田貴公美
2年生の時に竜平と同級生だったが、親が有名芸能人になったために広尾に引っ越した。体は大きいが気は小さい。
滝山 桃代（たきやま ももよ）
声 - 浅川悠
義雄のいとこ。小学5年生。インテリで気が強い女の子。常に男子のやることを高みから見下ろしてやり込めるのが生き甲斐。
又吉（またきち）
声 - 塩屋浩三
地下に住む住人たちの世話役的存在。33歳。竜平たちと出会い、地下世界の案内役を買って出る。
山下 草次郎（やました そうじろう）
声 - 島田敏
元陸軍特殊部隊の伍長にして戦車兵。地下に隠された「日本の宝」を掘り出そうと長年努力している。
尾崎 昇平（おざき しょうへい）
声 - 二又一成
竜平の父親。原作の主人公。
ジョージ
声 - 石塚運昇
官憲の取り締まりを逃れて地下に逃げ込んだ運動家たちのリーダー。

### スタッフ
- 原作：大友克洋『SOS大東京探検隊』
- 監督：高木真司
- 脚本：村井さだゆき
- キャラクター原案：大友克洋
- キャラクターデザイン・アニメーションディレクター：小原秀一
- エフェクト作画監督：橋本敬史
- アニメーションアシスタント：村田充範
- 美術監督：谷口淳一
- 色彩設計：安部なぎさ
- CGI監督：小久保将志
- モデリングチーフ：山田裕城
- アニメーションチーフ：中島智成
- コンポジットチーフ：佐藤光洋
- 音響音楽監督：百瀬慶一
- 音楽：池頼広
- アニメーション制作：サンライズ・エモーションスタジオ
- 制作：サンライズ
- 製作：バンダイビジュアル、サンライズ
- 配給：松竹

### 制作
本作は、新しい作り方で大友作品を作りたいという高木真司監督の企画がもととなっている。初期段階では『スチームボーイ2』という形で準備が進められていたが、諸事情により中止。3DCGを積極的に活用するというコンセプトを継承した上で、大友作品のなかで子供を意識して描かれた数少ない作品である原作に着目し、新企画としてリスタートを切った。制作にあたっては大友が新たに描き下ろしたラフデザインをもとに3Dモデルが作られ、3DCGで手描きのセルアニメーションの持ち味を再現するという挑戦が図られている。

### 公開
2007年5月19日、東京、大阪、名古屋、札幌、北九州の5地区で上映された。また全国公開に先行して第19回東京国際映画祭の協賛企画として行なわれた「animecs TIFF 2006」にてワールドプレミアとして上映された。

### 映像ソフト
| タイトル          | 発売日         | 規格   | 規格品番            | レーベル           |
| ----------------- | -------------- | ------ | ------------------- | ------------------ |
| 新SOS大東京探検隊 | 2007年11月23日 | DVD BD | BCBA-3054 BCXA-0009 | バンダイビジュアル |